# Amis de Spirou
Les Amis de Spirou ou A.D.S. est un mouvement de jeunesse lié à l'hebdomadaire de bande dessinée belge Spirou créé en août 1938 par Jean Doisy. Il compta jusqu'à 70 000 membres dans les années 1950.

## Historique
Le premier rédacteur en chef de Spirou Jean Doisy décide de créer dès août 1938, quatre mois après le lancement de l'hebdomadaire, un club de lecteurs qui organise des manifestations, possède ses signes de reconnaissance, son code d'honneur et publie des messages secrets dans le journal que seuls les membres du club peuvent déchiffrer. Fin 1941, les Amis de Spirou comptent dix-sept mille adhérents, mais l'occupant commence à se méfier de ce mouvement de jeunesse et interdit le port de l'insigne. Jean Doisy demande à Jijé de mettre en bande dessinée le code d'honneur du club. Son travail est publié dans le magazine Moustique et l'équivalent néerlandais du journal de Spirou, Robbedoes Almanak.

### Documentation
- Thierry Martens, Le Journal de Spirou (1938-1988) : Cinquante ans d'histoire(s), Fleurus, Dupuis, octobre 1988, 276 p. (ISBN 2-8001-1591-2).
- Christelle et Bertrand Pissavy-Yvernault, La Véritable Histoire de Spirou, vol. 1 : 1937-1946, Dupuis, janvier 2013 (ISBN 9782800157078).